# Diebersreuth
Diebersreuth ist Ortsteil des Marktes Floß im Bezirk Oberpfalz im Landkreis Neustadt an der Waldnaab.

## Geographische Lage
Die Einöde Diebersreuth liegt ungefähr vier Kilometer südlich von Floß westlich der Staatsstraße 2181 am Südhang des 590 Meter hohen Forsts.

## Name
Die Endung -reuth des Ortsnamens Diebersreuth (auch: Dübersrieth) deutet auf eine frühe Entstehung des Ortes schon vor dem 13. Jahrhundert hin.
Die Orte mit den auf -reuth, -rieth, -ried, -richt (frühere Schreibweisen: -riut, -rivt, -rewt, abgeleitet von "roden", "Rodung") endenden Ortsnamen entstanden im Zusammenhang mit der ersten Besiedelung des Gebietes durch Rodung des dichten Waldes.
Orte mit solchen Namen kommen sehr häufig im Bereich der Flüsse Pfreimd und Luhe und der angrenzenden Bäche vor.
Diese waren Ausgangspunkt für die Besiedelung der Region.

## Geschichte

### 14. bis 16. Jahrhundert
1352 kauften die Waldauer zwei Höfe Diebersreuth.
In den Salbüchern von 1580 und 1598 wurden für Diebersreuth 2 Mannschaften verzeichnet.
In einem Verzeichnis der Mannschaften um das Jahr 1559 wurden die folgenden zu Floß gehörigen Ortschaften aufgeführt:
Bergnetsreuth, Boxdorf, Diebersreuth, Diepoltsreuth, Ellenbach, Fehrsdorf, Gailertsreuth, Gösen, Grafenreuth, Hardt, Haupertsreuth, Höfen, Konradsreuth, Meierhof, Niedernfloß, Oberndorf, Pauschendorf, Plankenhammer, Ritzlersreuth, Schnepfenhof, Schönberg, Steinfrankenreuth, Weikersmühle, Welsenhof, Wilkershof, Würnreuth, Würzelbrunn.
Für Diebersreuth wurden die folgenden zwei Mannschaften verzeichnet:
Georg Wagner, Hanns Zünntll.

### 17. und 18. Jahrhundert
Während des Dreißigjährigen Krieges zogen in den Jahren 1620 und 1621 die Mansfeldischen Soldaten durch Diebersreuth.
Dabei raubten sie den Bauern Geld, Vieh, Getreide, Lebensmittel, Kleidung, Wäsche, Betten, kupferne Pfannen und Töpfe, Werkzeuge, Waffen usw., fischten die Weiher ab und verbrannten und zerstörten die Bauernhöfe.
Diebersreuth verlor 1 Kuh, 1 Jungrind, 7 Schweine, 16 Schafe, 1 Lamm.
Eine Schadensaufstellung für Diebersreuth aus dem Jahr 1621 ergab einen Schaden von insgesamt 137 Gulden und 43 Kreuzer.
1792 hatte Diebersreuth 2 Hintersassen der Herrschaft Waldthurn.
Um 1800 war Diebersreuth eine Einöde mit 2 Häusern und 19 Einwohnern.

### 19. Jahrhundert bis Gegenwart
Anfang des 19. Jahrhunderts wurde Grafenreuth Steuerdistrikt und Ruralgemeinde.
Zum Steuerdistrikt ebenso wie zur Ruralgemeinde Grafenreuth gehörten die Weiler Grafenreuth, Diebersreuth und Steinfrankenreuth und die Einöde Höfen.
Der Steuerdistrikt Grafenreuth hatte insgesamt 139 Einwohner und 18 Wohngebäude.
Die Ortschaft Diebersreuth hatte 1817 22 Einwohner und 3 Wohngebäude, 1861 21 Einwohner und 1961 9 Einwohner und 3 Wohngebäude.
Am 1. Januar 1972 wurde die Gemeinde Grafenreuth und damit auch Diebersreuth in den Markt Floß eingegliedert.